# Синиша Каран
Синиша Каран (Бели Манастир, 1962) српски је универзитетски професор, правник и политичар. Садашњи је генерални секретар Владе Републике Српске, предсједавајући Савјета за заштиту уставног поретка Републике Српске и арбитар у Арбитражном трибуналу за спор у вези са међуентитетском границом у области Брчког. Бивши је генерални секретар предсједника Републике Српске.
Био је предсједник Републичке комисије за спровођење референдума која је 2016. успјешно спровела први послијератни републички референдум на којем су се грађани Републике Српске изјашњавали на питање: „Да ли подржавате да се 9. јануар обиљежава и слави као Дан Републике Српске?”

## Биографија
Синиша (Никола) Каран је рођен 1962. године у Белом Манастиру, ФНРЈ. Завршио је Факултет политичких наука у Сарајеву, а магистрирао је на Правном факултету у Бањој Луци. Доктор правних наука је постао 2009. Професор је у области теорије државе и права на Факултету правних наука Паневропског универзитета Апеирон и на Независном универзитету Бања Лука. Написао је неколико уџбеника уставног права, као и више од 30 научних и стручних радова. Учествовао је на преко 80 научних и стручних скупова у Републици Српској, Босни и Херцеговини и иностранству из државноправне области и области јавне безбједности.
Радио је као начелник у Министарству унутрашњих послова Републике Српске, а био је и начелник Криминалистичко-истражног одјељења и Финансијско-обавјештајног одјељења при Државној агенцији за истраге и заштиту Босне и Херцеговине. Од 2008. радио је у Служби предсједника Републике Српске као савјетник за безбједност, а од 2009. до 2019. обављао је функцију генералног секретара предсједника Републике.
Новембра 2016. изабран је за арбитра Републике Српске у арбитражи спорног дијела границе на подручју општине Брчко умјесто дотадашњег арбитра Витомира Поповића. Новембра 2018. именован је за предсједавајућег Савјета за заштиту уставног поретка Републике Српске. Од јануара 2019. године је генерални секретар Владе Републике Српске.

## Референдум
Проф. др Синиша Каран је именован за предсједника Републичке комисије за спровођење референдума, на Деветнаестој посебној сједници Народне скупштине Републике Српске одржаној 15. јула 2016, са задатком да се стара о законитом спровођењу републичког референдума. Сам референдум (са питањем „Да ли подржавате да се 9. јануар обиљежава и слави као Дан Републике Српске?”) расписан је након што је Уставни суд Босне и Херцеговине, на захтјев бошњачког члана Предсједништва Босне и Херцеговине, прогласио 9. јануар — Дан Републике Српске као неуставан.
Одлуком Уставног суда Босне и Херцеговине обустављена је примјена скупштинске Одлуке о расписивању републичког референдума, али упркос њој Републичка комисија за спровођење референдума је наставила са радом. Референдум је успјешно спроведен 25. септембра 2016. године на који је изашло 680.175 грађана са правом гласа, а 99,81% бирача је заокружило "да". Убрзо је и Народна скупштина Републике Српске усвојила Закон о Дану Републике Српске којим је утврдила 9. јануар као Дан Републике на основу потврђене воље грађана Републике Српске.
Након референдума, Тужилаштво Босне и Херцеговине подигло је оптужницу против предсједника Републичке комисије Синише Карана и још три њена члана због „неизвршењa одлуке Уставног суда Босне и Херцеговине, Суда Босне и Херцеговине, Дома за људска права или Европског суда за људска права из члана 239. Кривичног закона Босне и Херцеговине”. Међутим, Суд Босне и Херцеговине је одбио оптужницу.